# بخش هامر، شهرستان هایلند، اوهایو
بخش هامر (به انگلیسی: Hamer Township) یک منطقهٔ مسکونی در ایالات متحده آمریکا است که در شهرستان هایلند، اوهایو واقع شده‌است.
 بخش هامر ۵۸٫۶ کیلومتر مربع مساحت و ۶۸۰ نفر جمعیت دارد و ۳۲۶ متر بالاتر از سطح دریا واقع شده‌است.